# Euro Truck Simulator
Euro Truck Simulator è un simulatore di guida di camion, sviluppato dalla SCS Software utilizzando OpenGL. È ambientato nell'Europa continentale. Il giocatore guida il proprio veicolo in un'accurata rappresentazione dell'Europa, visitando le sue città, trasportando diversi tipi di carico e facendo carriera.
Comprato il camion, i giocatori iniziano la loro carriera assumendo i primi posti di lavoro disponibili in diverse società fittizie e consegnando i carichi richiesti nelle città desiderate, cominciando a guadagnare soldi. Con questi soldi, sarà possibile estendere i propri confini ad altri paesi, acquistare nuovi veicoli ed ottenere delle licenze per il trasporto di prodotti chimici e liquidi infiammabili.

## Modalità di gioco
La rete stradale di Euro Truck Simulator è basata sulle vere cartine europee, e le città riportano i loro aspetti più importanti, anche se gli edifici più significativi di una città non possono essere raggiunti con il camion, (infatti, vengono presentati in 2D, o anche in 3D, sullo sfondo del paesaggio). I tempi di percorrenza sono per ovvi motivi lontani da quelli reali: ad esempio, per percorrere il tratto Madrid-Lisbona, nel gioco impiegheremo 5 minuti, mentre nella realtà il viaggio è di circa 6 ore.
Nel gioco disponiamo di diverse aree dalle quali poter accedere a particolari funzioni. Oltre alle aree di carico e scarico delle varie compagnie di trasporti, abbiamo le aree di servizio lungo le strade, le officine e i concessionari.

## Distribuzione
La versione 1.0 del gioco è già stata completata. Euro Truck Simulator è uscito in Germania il 6 agosto 2008, in Polonia il 20, nel Regno Unito il 29.
La versione 1.2 è già disponibile nel Regno Unito (Excalibur) per il download, così come la versione CD. La nuova versione aggiunge un nuovo paese, il Regno Unito, che include la guida a sinistra, le città di Manchester, Londra e Newcastle, un traghetto Calais-Dover, strade secondarie in Germania e in Polonia e una DirectX migliorata.
La versione 1.3 è disponibile dal giugno 2009 ed era solo una patch di miglioramento dei bug.

### Editori
Ci sono diversi editori del gioco, a seconda del paese in cui è stato pubblicato. Di seguito è riportato un elenco di tutti gli editori e dei rispettivi paesi di distribuzione:
| Paese                                  | Editore              |
| -------------------------------------- | -------------------- |
| Germania                               | Rondomedia           |
| Russia ed ex URSS                      | Akella               |
| Regno Unito ed italia                  | Excalibur Publishing |
| Polonia                                | TopWare              |
| Ungheria, Repubblica Ceca e Slovacchia | Seven M              |
| Francia                                | Anuman               |
| Paesi scandinavi                       | Wendros              |

NB: Il gioco viene venduto anche in altri paesi.

## Patch
Il 10 ottobre 2008, la SCS Software ha reso disponibile la prima patch del gioco. La patch include l'aggiunta di strade secondarie in Germania e Polonia, come pure nel Regno Unito. La data di distribuzione del primo aggiornamento, disponibile solo se si è acquistato il gioco originale completo, è il 15 aprile 2009; è stata commercializzata come "Euro Truck Simulator Gold Edition", a cura dell'editore Rondomedia. La Gold Edition è acquistabile su Amazon.de.
Una patch gratuita, che contiene la Gold Edition, è stata distribuita il 17 aprile 2009, anche se compatibile solo con la versione CD del gioco pubblicata in Italia e Regno Unito.

## Miglioramenti
Sono disponibili alcune mod per migliorare il gioco rendendolo ancora più realistico e facile. Infatti fin dalla sua produzione molti si sono cimentati nell'inventare trucchi, creare nuovi camion e rimorchi o ancora mappe, interni, sound e altro. Il programma utilizzato per questo è Zmodeler. Queste mods si possono trovare in appositi siti e forum dedicati al gioco dove si può trovare il link da cui scaricarle. Il paese con più modder di Euro Truck Simulator è la Romania.